# Dunărea Galați în sezonul 2006-2007
Sezonul 2006-2007  este al treilea sezon în liga a II-a, după ce echipa s-a reîntors din liga a III-a. Antrenor este Haralambie Antohi, dar acesta este înlocuit pe bancă atât de Liviu Ciobotariu, cât și de Adrian Hârlab pe la finalul sezonului, oricum este un sezon mai complicat nu neaparat greu sau ușor dar complicat, două echipe din această serie promovează FC Delta Tulcea și Gloria Buzău prima nu poate evolua în liga I fiindcă nu are un stadion important pentru meciurile din liga 1 și astfel promovează Dacia Mioveni în locul ei, a doua promovată primește șansa de a evolua în liga 1 fără probleme dat fiind stadionul pe care îl au și pe care îl dispuneau pentru meciurile din liga 1. 

## Echipă
| Nr. |         | Poziție | Jucător             |
| --- | ------- | ------- | ------------------- |
| -   | România | P       | Viorel Mirică       |
| -   | România | P       | Cristian Stoicescu  |
| -   | România | P       | Ionuț Irimia        |
| -   | România | F       | Claudiu Velescu     |
| -   | România | F       | Jean Bogza          |
| -   | România | F       | Ionuț Bozean        |
| -   | România | F       | Eugeniu Savin       |
| -   | România | F       | Daniel Popescu      |
| -   | România | F       | Silviu Ilie         |
| -   | România | F       | Alexandru Tudose    |
| -   | România | F       | Cristian Ilie       |
| -   | România | F       | Marian Șandru       |
| -   | România | F       | Constantin Munteanu |
| -   | România | F       | Emil Cristian       |
| -   | România | M       | Ciprian Milea       |
| -   | România | M       | Valentin Munteanu   |
| -   | România | M       | Alexandru Bourceanu |
| -   | România | M       | Daniel Bârlădeanu   |
| -   | România | M       | Dan Apostol         |
| -   | România | M       | Daniel Pleșa        |
| -   | România | M       | Florin Cramer       |
| -   | România | M       | Iulian Bogoș        |
| -   | România | A       | George Mogoș        |
| -   | România | A       | Andrei Antohi       |
| -   | România | A       | Andrei Avanu        |
| -   | România | A       | Dănuț Oprea         |
| -   | România | A       | Răzvan Radu         |

## Transferuri

### Sosiri
| Post | Jucător      | De la echipa  | Suma de transfer  | Dată |  | ---- |
| ---- | ------------ | ------------- | ----------------- | ---- |  | ---- |
| A    | George Mogoș | Oțelul Galați | liber de contract | -    |  |      |
| M    | Daniel Pleșa | CF Brăila     | liber de contract | -    |  |      |

### Plecări
| Post | Jucător          | De la echipa    | Suma de transfer  | Dată |  | ---- |
| ---- | ---------------- | --------------- | ----------------- | ---- |  | ---- |
| A    | Claudiu Șotrocan | Gloria Buzău    | liber de contract | -    |  |      |
| A    | Sorin Drăgan     | Unirea Urziceni | liber de contract | -    |  |      |

Clasamentul după 34 de etape se prezintă astfel:

## Seria II

### Rezultate
| Victorii | Egaluri | Înfrângeri | Cea mai mare victorie | Cea mai mare înfrangere |

### Sezon intern
| 1  | FC Snagov                    | Dunărea Galați               |  | 1-2 |
| 2  | Dunărea Galați               | FC Prefabricate 05 Modelu    |  | 1-3 |
| 3  | FC Delta Tulcea              | Dunărea Galați               |  | 3-1 |
| 4  | Dunărea Galați               | FC Săcele                    |  | 0-1 |
| 5  | Dunărea Galați               | CS Otopeni                   |  | 0-0 |
| 6  | FC Cetatea Suceava           | Dunărea Galați               |  | 2-2 |
| 7  | Dunărea Galați               | FCM Bacău                    |  | 1-0 |
| 8  | FC Botoșani                  | Dunărea Galați               |  | 1-2 |
| 9  | Dunărea Galați               | CS Forex Brașov              |  | 0-2 |
| 10 | FCM Câmpina                  | Dunărea Galați               |  | 0-0 |
| 11 | Dunărea Galați               | Sportul Studențesc București |  | 1-1 |
| 12 | FC Dunărea Giurgiu           | Dunărea Galați               |  | 1-1 |
| 13 | Dunărea Galați               | Chimia Brazi                 |  | 2-1 |
| 14 | CF Brăila                    | Dunărea Galați               |  | 0-1 |
| 15 | Dunărea Galați               | FC Brașov                    |  | 1-0 |
| 16 | Gloria Buzău                 | Dunărea Galați               |  | 2-1 |
| 17 | Dunărea Galați               | FC Petrolul Ploiești         |  | 1-1 |
| 18 | Dunărea Galați               | FC Snagov                    |  | 0-0 |
| 19 | FC Prefabricate 05 Modelu    | Dunărea Galați               |  | 0-1 |
| 20 | Dunărea Galați               | FC Delta Tulcea              |  | 1-0 |
| 21 | FC Săcele                    | Dunărea Galați               |  | 0-0 |
| 22 | CS Otopeni                   | Dunărea Galați               |  | 0-2 |
| 23 | Dunărea Galați               | FC Cetatea Suceava           |  | 3-0 |
| 24 | FCM Bacău                    | Dunărea Galați               |  | 1-1 |
| 25 | Dunărea Galați               | FC Botoșani                  |  | 1-0 |
| 26 | CS Forex Brașov              | Dunărea Galați               |  | 2-0 |
| 27 | Dunărea Galați               | FCM Câmpina                  |  | 1-0 |
| 28 | Sportul Studențesc București | Dunărea Galați               |  | 3-0 |
| 29 | Dunărea Galați               | FC Dunărea Giurgiu           |  | 2-0 |
| 30 | Chimia Brazi                 | Dunărea Galați               |  | 1-0 |
| 31 | Dunărea Galați               | CF Brăila                    |  | 2-0 |
| 32 | FC Brașov                    | Dunărea Galați               |  | 1-0 |
| 33 | Dunărea Galați               | Gloria Buzău                 |  | 1-2 |
| 34 | FC Petrolul Ploiești         | Dunărea Galați               |  | 4-2 |